# Dana Stabenow
Dana Stabenow (Anchorage, 27 marzo 1952) è una scrittrice statunitense.

## Biografia
Dana Stabenow nasce nel 1952 ad Anchorage, in Alaska, da padre pilota e madre contabile e assistente del personale di terra.
Cresciuta in un peschereccio nel golfo dell'Alaska, si laurea alla Seldovia High School nel 1969, prima d'ottenere un Bachelor of Arts in giornalismo all'Università dell'Alaska nel 1973 e un Master of Fine Arts nel 1985 presso l'università della città natale.
Esordisce nel 1991 con i fantascientifici Second Star e A Handful of Stars che passano inosservati, mentre raggiunge il successo virando al giallo con il romanzo CSI Alaska: il silenzio della neve vincitore di un Edgar Award nel quale introduce la detective Kate Shugak protagonista di altre 20 avventure.
Autrice anche di romanzi storici ambientati nel XIV secolo, nel 2012 ha ricevuto il Premio Nero Wolfe con Though Not Dead .

## Opere

### Trilogia Silk e Song
- Everything Under the Heavens (2014)
- By the Shores of the Middle Sea (2014)
- The Land Beyond (2015)

### Serie Star Svensdotter
- Second Star (1991)
- A Handful of Stars (1991)
- Red Planet Run (1995)

### Serie Kate Shugak
- CSI Alaska: il silenzio della neve (A Cold Day For Murder, 1992), Roma, Newton Compton, 2011 traduzione di Silvia Montis ISBN 978-88-541-2381-6.
- CSI Alaska: primavera di ghiaccio (A Fatal Thaw, 1992), Roma, Newton Compton, 2011 traduzione di Silvia Montis ISBN 978-88-541-3073-9.
- CSI Alaska: dispersi (Dead In The Water, 1993), Roma, Newton Compton, 2012 traduzione di Silvia D'Ovidio ISBN 978-88-541-3987-9.
- A Cold Blooded Business (1994)
- Play With Fire (1995)
- Blood Will Tell (1996)
- Breakup (1997)
- Killing Grounds (1998)
- Hunter's Moon (1999)
- Midnight Come Again (2000)
- The Singing Of The Dead (2001)
- A Fine And Bitter Snow (2002)
- A Grave Denied (2003)
- A Taint In The Blood (2004)
- A Deeper Sleep (2007)
- Whisper to the Blood (2009)
- A Night Too Dark (2010)
- Though Not Dead (2011)
- Restless in the Grave (2012)
- Bad Blood (2013)
- Less Than A Treason (2017)

### Serie Liam Campbell
- Fire And Ice (1998)
- So Sure Of Death (1999)
- Nothing Gold Can Stay (2000)
- Better To Rest (2002)

### SerieEye of Isis
1. Death of an Eye (2019)
2. Disappearance of a Scribe (2021)

### Altri romanzi
- Blindfold Game (2006)
- Prepared for Rage (2008)

### Antologie
- The Mysterious North (2002)
- Powers of Detection (2004)
- Unusual Suspects (2008)
- At the Scene of the Crime (2008)

## Premi e riconoscimenti
- Edgar Award per il miglior brossurato originale: 1993 vincitrice con CSI Alaska: il silenzio della neve
- Premio Nero Wolfe: 2012 vincitrice con Though Not Dead